# Bias (fout)
Bias (meervoud biases) is Engels voor vooringenomenheid. Een bias is een bewuste of onbewuste vooringenomenheid, uitgangspunt, tendens, neiging, vooroordeel, vertekening of systematische afwijking in denken, redeneren, handelen, besluitvorming of beoordelen van gegevens. Een bias kan invloed hebben op veel verschillende terreinen, bijvoorbeeld op hoe informatie wordt geïnterpreteerd, gepresenteerd en verwerkt, hoe oordelen worden gevormd, beslissingen worden genomen, hoe gegevens (data) worden geanalyseerd of hoe algoritmen voor kunstmatige intelligentie worden geprogrammeerd. Biases kunnen voorkomen op verschillende gebieden, waaronder psychologie, geneeskunde, wetenschap, politiek en recht. In de rechtspraak kunnen verschillende biases voorkomen die van invloed kunnen zijn op het denken over en juridisch analyseren van een bepaald feitencomplex, de mensen of organisaties die partij zijn bij een proces en de besluitvorming.
Problematisch is dat de vooringenomenheid veelal onbewust is of onderschat wordt bij de betreffende persoon zelf. Zich bewust zijn van eigen biases kan helpen deze te verminderen en neutralere, objectievere beslissingen te nemen.

## Verschillende vormen
Het onderscheiden van verschillende vormen van biases is belangrijk, vooral in contexten waar objectiviteit en onafhankelijke besluitvorming van groot belang zijn, zoals in de wetenschap, het recht, wetgeving, geneeskunde en programmeren. In het strafrecht kunnen verschillende biases voorkomen die van invloed kunnen zijn op het denken, de besluitvorming en de rechtvaardigheid van het proces.
In de psychologie kan het gaan om een psychologische vooringenomenheid of cognitieve bias. 
Bias wordt in communicatietechnieken vaak bewust toegevoegd voor (onbewuste) manipulatie.

### Bias in wetenschappelijk onderzoek
In de statistiek kan het gaan om een statistische fout zoals een systematische fout. Ook in wetenschappelijk onderzoek wordt de vooringenomenheid vaak onderschat, bijvoorbeeld bij steekproeven.
Er zijn methodes om de invloed van deze bias te verkleinen, zoals met gerandomiseerd en dubbelblind onderzoek en aselecte steekproeven en (in de psychologie) debiasing, cognitieve-bias-modificatie (CBM) en bias-mitigatie. Dit laatste is met bias-detectie en bias-auditing ook van belang bij kunstmatige intelligentie.

## Etymologie
Het woord is mogelijk afgeleid van het Oudoccitaans (Oudprovençaals) en Oudfrans biais, "zijwaarts, scheef, tegendraads", en vergelijkbare woorden in het Oudcatalaans en Sardijns, mogelijk afkomstig uit het Volkslatijn (e)bigassiusin. In het Frans wordt er een helling of schuinte mee aangeduid.
Het begrip kan het Engels zijn binnengekomen via het bowlen, waar het verwees naar ballen die aan één kant zwaarder waren gemaakt en daarom niet een rechte lijn volgden maar naar één kant neigden. Dit breidde zich uit in figuurlijke zin, "een eenzijdige neiging van de geest", en aanvankelijk vooral in wetgeving, "onnodige neiging of vooroordeel".